# 陽春白雪 (樂曲)
《陽春白雪》又名《陽春古曲》，琵琶大曲的代表作，其特點是綜合文曲、武曲的表現手法和演奏風格。最早見於浦東派鞠士林傳抄的琵琶譜，名為《六板》，其後發展成不同版本，後人稱李芳園《南北派十三套大曲新譜》、沈浩初《養正軒琵琶譜》整理的10段與12段樂譜為《大陽春》；汪昱庭所傳的7段樂譜為《小陽春》。目前社會上比較流行的《陽春白雪》是7段的《小陽春》。
本曲通過活潑、新穎的旋律和稍快而具有力的節奏，描繪大地回春、生氣勃勃、春意盎然的景象。常被人们作为雅乐代名词的“阳春白雪”出自春秋时期所做的两首古琴曲《阳春》和《白雪》，並非此處所指的琵琶曲。

## 結構
多段體的曲式，由幾個68板的小曲組成。各部分都是以民間樂曲《老六板》 為開首的8小節，形成「合頭」。《小陽春》共有7段，每段皆有標題，內容寓意於景。
1. 獨佔鰲頭
2. 風擺荷花
3. 一輪明月
4. 玉版參禪
5. 鐵策板聲
6. 道院琴聲
7. 東皋鶴鳴

## 調式
本曲的旋律運用「凡忘工」手法，將原本《老六板》的工音換為凡音，音樂從A徵調式轉為A羽調式。
但羽調式是換成c調去算的，這在傳統音樂上是不正確的。
陽春白雪一曲是以D為宮的小宮調，第一段獨佔鱉頭為宮徵調，第二三段為徵調式，全曲調式相對單純。

## 演奏技巧
本曲綜合使用傳統樂曲技法；在固定的長音上運用多變的節奏和泛音，具有複調效果。

## 外部連結
- YouTube上的〈陽春白雪〉，衛仲樂演奏
- YouTube上的〈陽春白雪〉，王范地演奏
- YouTube上的〈陽春白雪〉，湯良興演奏